# Società Sportiva Monopoli 1966 2020-2021
Questa voce raccoglie le informazioni riguardanti la Società Sportiva Monopoli 1966 nelle competizioni ufficiali della stagione 2020-2021.

## Divise e sponsor
Lo sponsor tecnico per la stagione 2020-2021 è Joma, mentre gli sponsor ufficiali sono Autoservice Cocozza e Misura srl (Retro Sponsor).

## Organigramma societario
Area direttiva
- Proprietario: Misura S.r.l.
- Presidente: Onofrio Lopez
- Segretario generale: Giuseppe Sipone
- General manager: Fabio De Carne

Area comunicazione e marketing
- Responsabile Marketing e commerciale: Natalia Guerrieri
- Consulenza Marketing e commerciale: Agenzia Sport in Progress
- Consulenza commerciale: Beppe Girolami
- Marketing solidale: Rocco Galasso
- Grafica e siti Web: Renzo Dibello
- Fotografo e videomaker: Gabriele Latorre
- Area digital e social: Donato Barletta

Area sportiva
- Responsabile area tecnica: Marcello Chiricallo
- Delegato alla sicurezza: Vito Cipulli
- Addetto agli arbitri: Stefano Viola
- SLO: Angelo Ruggiero

Area tecnica
- Allenatore: Giuseppe Scienza
- Vice Allenatore: Giacomo Ferrari
- Allenatore dei portieri: Francesco Monaco
- Preparatore atletico: Massimo Nardecchia
- Collaboratore tecnico: Giacomo Marasciulo
- Responsabile magazzino: Vito Mastronardi
- Magazziniere: Vito Fanizzi

Area sanitaria
- Responsabile sanitario: Paolo Brindicci
- Medici sociali: Bartolo Allegrini, Pierfrancesco Di Masi
- Fisioterapista: Dimitri Iacobellis
- Recupero infortuni: Stefano Capozzo

## Rosa
| N. |                    | Ruolo | Calciatore          |
| -- | ------------------ | ----- | ------------------- |
| 1  | Italia (bandiera)  | P     | Giacomo Satalino    |
| 2  | Italia (bandiera)  | C     | Orlando Viteritti   |
| 3  | Italia (bandiera)  | D     | Mario Mercadante    |
| 4  | Italia (bandiera)  | C     | Francesco Giorno    |
| 4  | Italia (bandiera)  | D     | Nicola Bizzotto     |
| 5  | Italia (bandiera)  | D     | Matteo Arena        |
| 6  | Italia (bandiera)  | D     | Manuel Nicoletti    |
| 7  | Italia (bandiera)  | A     | Ernesto Starita     |
| 8  | Italia (bandiera)  | C     | Marco Piccinni      |
| 9  | Spagna (bandiera)  | A     | Álvaro Montero      |
| 9  | Italia (bandiera)  | D     | Matteo Liviero      |
| 10 | Italia (bandiera)  | C     | Lorenzo Paolucci    |
| 11 | Italia (bandiera)  | D     | Eyob Zambataro      |
| 12 | Italia (bandiera)  | P     | Giacomo Pozzer      |
| 12 | Italia (bandiera)  | P     | Nicolas Oliveto     |
| 13 | Italia (bandiera)  | D     | Alessandro Bastrini |
| 14 | Italia (bandiera)  | D     | Antonio Giosa       |
| 14 | Italia (bandiera)  | C     | Simone Isacco       |
| 15 | Italia (bandiera)  | D     | Simone Sales        |
| 15 | Romania (bandiera) | C     | Raul Șteau          |
| 16 | Italia (bandiera)  | D     | Francesco Fusco     |

| N. |                         | Ruolo | Calciatore          |
| -- | ----------------------- | ----- | ------------------- |
| 17 | Italia (bandiera)       | A     | Scott Arlotti       |
| 17 | Italia (bandiera)       | A     | Cristian Bunino     |
| 18 | Italia (bandiera)       | A     | Guido Marilungo     |
| 18 | Italia (bandiera)       | C     | Gianmarco Alba      |
| 19 | Italia (bandiera)       | D     | Gianmarco Antonacci |
| 19 | Italia (bandiera)       | D     | Lorenzo Vignati     |
| 21 | Italia (bandiera)       | C     | Michele Currarino   |
| 22 | Italia (bandiera)       | P     | Pietro Menegatti    |
| 23 | Italia (bandiera)       | A     | Luigi Samele        |
| 23 | Italia (bandiera)       | A     | Andrea De Paoli     |
| 24 | Italia (bandiera)       | C     | Cristian Nina       |
| 25 | Italia (bandiera)       | C     | Francesco Vassallo  |
| 26 | Italia (bandiera)       | C     | Mattia Lombardo     |
| 27 | Italia (bandiera)       | A     | Salvatore Rimoli    |
| 28 | Italia (bandiera)       | A     | Domenico Santoro    |
| 28 | Brasile (bandiera)      | C     | Alvaro Iuliano      |
| 29 | Burkina Faso (bandiera) | C     | Abdoul Guiebre      |
| 31 | Italia (bandiera)       | D     | Massimo Tazzer      |
| 32 | Italia (bandiera)       | A     | Edoardo Soleri      |
| 34 | Italia (bandiera)       | D     | Cristian Riggio     |
| 35 | Italia (bandiera)       | P     | Roberto Taliento    |

## Risultati

### Serie C

#### Girone di andata
| Arbitro: | Colombo (Como) |

|               |           |                                 |
| N. Romero 36’ | Marcatori | 63’ (aut.) A. Rizzo 69’ Starita |

| Arbitro: | Monaldi (Macerata) |

|  |           |               |
|  | Marcatori | 53’ Silvestri |

| 7 ottobre 2020 3ª giornata |  | – (Turno di riposo) |  |  |

| Arbitro: | Bordin (Bassano del Grappa) |

|  |           |                             |
|  | Marcatori | 1’ Ilari 19’ Costa Ferreira |

| Arbitro: | Maggio (Lodi) |

|              |           |             |
| Pandolfi 50’ | Marcatori | 81’ Arlotti |

| Monopoli 21 ottobre 2020, ore 20:45 CEST 6ª giornata | Monopoli           | 0 – 0 | Bari | Stadio Vito Simone Veneziani (500 spett.)\| Arbitro: \| Feliciani (Teramo) \| |
| Arbitro:                                             | Feliciani (Teramo) |       |      |                                                                               |

| Arbitro: | Angelucci (Foligno) |

|  |           |            |
|  | Marcatori | 32’ Giorno |

| Arbitro: | Nicolò Marini (Trieste) |

|               |           |                                             |
| Zampataro 29’ | Marcatori | 38’ Sparandeo 72’ Perez 91’ (aut.) Bastrini |

| Bisceglie 25 novembre 2020, ore 14:30 CET 9ª giornata | Bisceglie | 1 – 1     | Monopoli | Stadio Gustavo Ventura |
| \| \| \| \| \| Cittadino \| Marcatori \| Zambataro \| |           |           |          |                        |
|                                                       |           |           |          |                        |
| Cittadino                                             | Marcatori | Zambataro |          |                        |

| Arbitro: | Arena (Torre del Greco) |

|           |           |              |
| Arena 61’ | Marcatori | 75’ Tounkara |

| Avellino 2020, ore CET 11ª giornata | Avellino | 4 – 0 | Monopoli | Stadio Partenio-Adriano Lombardi |

| Arbitro: | Caldera (Como) |

|                 |           |  |
| Starita Starita | Marcatori |  |

| Palermo 29 novembre 2020, ore 15:00 CET 13ª giornata | Palermo | 3 – 0 | Monopoli | Stadio Renzo Barbera |

| Caserta 7 dicembre 2020, ore 21:00 CET 14ª giornata | Casertana | 2 – 1 | Monopoli | Stadio Alberto Pinto |

| Monopoli 13 dicembre 2020, ore 17:30 CET 15ª giornata | Monopoli | 2 – 3 | Foggia | Stadio Vito Simone Veneziani |

| Pagani 20 dicembre 2020, ore 17:30 CET 16ª giornata | Paganese | 0 – 3 | Monopoli | Stadio Marcello Torre |

| Monopoli 23 dicembre 2020, ore 20:45 CET 17ª giornata | Monopoli  | 0 – 1     | Potenza | Stadio Vito Simone Veneziani |
| \| \| \| \| \| \| Marcatori \| Compagnon \|           |           |           |         |                              |
|                                                       |           |           |         |                              |
|                                                       | Marcatori | Compagnon |         |                              |

| Terni 10 gennaio 2021, ore 17:30 CET 18ª giornata | Ternana | 2 – 1 | Monopoli | Stadio Libero Liberati |

| Monopoli 17 gennaio 2021, ore 15:00 CET 19ª giornata | Monopoli | 1 – 1 | Catanzaro | Stadio Vito Simone Veneziani |

#### Girone di ritorno
| Monopoli 24 gennaio 2021, ore CET 20ª giornata | Monopoli | 4 – 2 | Juve Stabia | Stadio Vito Simone Veneziani |

| Catania 31 gennaio 2021, ore CET 21ª giornata | Catania | 3 – 1 | Monopoli | Stadio Angelo Massimino |

| 3 febbraio 2021 22ª giornata |  | – (Turno di riposo) |  |  |

| Teramo 7 febbraio 2021, ore CET 23ª giornata | Teramo | 1 – 1 | Monopoli | Stadio Gaetano Bonolis |

| Monopoli 14 febbraio 2021, ore CET 24ª giornata | Monopoli | 3 – 1 | Turris | Stadio Vito Simone Veneziani |

| Bari 17 febbraio 2021, ore CET 25ª giornata | Bari      | 1 – 0 | Monopoli | Stadio San Nicola |
| \| \| \| \| \| Cianci \| Marcatori \| \|    |           |       |          |                   |
|                                             |           |       |          |                   |
| Cianci                                      | Marcatori |       |          |                   |

| Monopoli 21 febbraio 2021, ore CET 26ª giornata | Monopoli  | 1 – 0 | Cavese | Stadio Vito Simone Veneziani |
| \| \| \| \| \| De Paoli \| Marcatori \| \|      |           |       |        |                              |
|                                                 |           |       |        |                              |
| De Paoli                                        | Marcatori |       |        |                              |

| Francavilla Fontana 28 febbraio 2021, ore CET 27ª giornata | Virtus Francavilla | 1 – 2 | Monopoli | Stadio Giovanni Paolo II |

| Monopoli 3 marzo 2021, ore CET 28ª giornata | Monopoli | 1 – 1 | Bisceglie | Stadio Vito Simone Veneziani |

| Viterbo 7 marzo 2021, ore CET 29ª giornata | Viterbese | 2 – 2 | Monopoli | Stadio Enrico Rocchi |

| Monopoli 14 marzo 2021, ore CET 30ª giornata | Monopoli | 1 – 1 | Avellino | Stadio Vito Simone Veneziani |

| Vibo Valentia 17 marzo 2021, ore CET 31ª giornata | Vibonese | 0 – 0 | Monopoli | Stadio Luigi Razza |

| Monopoli 21 marzo 2021, ore CET 32ª giornata         | Monopoli  | 2 – 1     | Palermo | Stadio Vito Simone Veneziani |
| \| \| \| \| \| De Paoli \| Marcatori \| Viteritti \| |           |           |         |                              |
|                                                      |           |           |         |                              |
| De Paoli                                             | Marcatori | Viteritti |         |                              |

| Monopoli 28 marzo 2021, ore CEST 33ª giornata | Monopoli | – | Casertana | Stadio Vito Simone Veneziani |

| Foggia 3 aprile 2021, ore CEST 34ª giornata | Foggia | – | Monopoli | Stadio Pino Zaccheria |

| Monopoli 11 aprile 2021, ore CEST 35ª giornata | Monopoli | – | Paganese | Stadio Vito Simone Veneziani |

| Potenza 14 aprile 2021, ore CEST 36ª giornata | Potenza | – | Monopoli | Stadio Alfredo Viviani |

| Monopoli 18 aprile 2021, ore CEST 37ª giornata | Monopoli | – | Ternana | Stadio Vito Simone Veneziani |

| Catanzaro 25 aprile 2021, ore CEST 38ª giornata | Catanzaro | – | Monopoli | Stadio Nicola Ceravolo |

### Coppa Italia

#### Turni eliminatori
| Arbitro: | Pezzuto (Lecce) |

|              |           |  |
| Paolucci 77’ | Marcatori |  |

| Reggio Emilia 30 settembre 2020, ore 18:00 CEST | Reggiana         | 0 – 3 (tav.) referto | Monopoli | Mapei Stadium - Città del Tricolore\| Arbitro: \| Rapuano (Rimini) \| |
| Arbitro:                                        | Rapuano (Rimini) |                      |          |                                                                       |

| Arbitro: | Marotta (Sapri) |

|                       |           |                 |
| Petrucci 15’ Kone 84’ | Marcatori | 69’ (aut.) Idda |

## Statistiche
Statistiche aggiornate al 21 novembre 2020.

### Statistiche di squadra
| Competizione | Punti | In casa | In casa | In casa | In casa | In casa | In casa | In trasferta | In trasferta | In trasferta | In trasferta | In trasferta | In trasferta | Totale | Totale | Totale | Totale | Totale | Totale | DR |
| Competizione | Punti | G       | V       | N       | P       | Gf      | Gs      | G            | V            | N            | P            | Gf           | Gs           | G      | V      | N      | P      | Gf     | Gs     | DR |
| ------------ | ----- | ------- | ------- | ------- | ------- | ------- | ------- | ------------ | ------------ | ------------ | ------------ | ------------ | ------------ | ------ | ------ | ------ | ------ | ------ | ------ | -- |
| Serie C      | -     | 0       | 0       | 0       | 0       | 0       | 0       | 0            | 0            | 0            | 0            | 0            | 0            | 0      | 0      | 0      | 0      | 0      | 0      | 0  |
| Coppa Italia | -     | 0       | 0       | 0       | 0       | 0       | 0       | 0            | 0            | 0            | 0            | 0            | 0            | 0      | 0      | 0      | 0      | 0      | 0      | 0  |
| -            | 0     | 0       | 0       | 0       | 0       | 0       | 0       | 0            | 0            | 0            | 0            | 0            | 0            | 0      | 0      | 0      | 0      | 0      | 0      |    |

### Andamento in campionato
| Giornata  | 1 | 2 | 3 | 4 | 5 | 6 | 7 | 8 | 9 | 10 | 11 | 12 | 13 | 14 | 15 | 16 | 17 | 18 | 19 | 20 | 21 | 22 | 23 | 24 | 25 | 26 | 27 | 28 | 29 | 30 | 31 | 32 | 33 | 34 | 35 | 36 | 37 | 38 |
| --------- | - | - | - | - | - | - | - | - | - | -- | -- | -- | -- | -- | -- | -- | -- | -- | -- | -- | -- | -- | -- | -- | -- | -- | -- | -- | -- | -- | -- | -- | -- | -- | -- | -- | -- | -- |
| Luogo     | T | C | R | C | T | C | T | C | T | C  | T  | C  | T  | T  | C  | T  | C  | T  | C  | C  | T  | R  | T  | C  | T  | C  | T  | C  | T  | C  | T  | C  | C  | T  | C  | T  | C  | T  |
| Risultato | V | P | - | P | N | N | V | P | - | N  | -  |    |    |    |    |    |    |    |    |    |    |    |    | -  |    |    |    |    |    |    |    |    |    |    |    |    |    |    |
| Posizione |   |   |   |   |   |   |   |   |   |    |    |    |    |    |    |    |    |    |    |    |    |    |    |    |    |    |    |    |    |    |    |    |    |    |    |    |    |    |

Fonte:  Classifica Serie C - Girone C, su lega-pro.com.
Legenda:

Luogo: C = Casa; T = Trasferta. Risultato: V = Vittoria; N = Pareggio; P = Sconfitta.